# Baigneaux, Eure-et-Loir
Baigneaux är en kommun i departementet Eure-et-Loir i regionen Centre-Val de Loire strax norr om centrala Frankrike. Kommunen ligger i kantonen Orgères-en-Beauce som tillhör arrondissementet Châteaudun. År 2022 hade Baigneaux 216 invånare.

## Befolkningsutveckling
Antalet invånare i kommunen Baigneaux
Referens:INSEE